# 福山健介
福山 健介（ふくやま けんすけ、1982年3月8日-）は、日本の男性舞台・ミュージカル俳優。スーパー・エキセントリック・シアター所属。千葉県出身。身長163cm、体重53kg。

## 概要
趣味はサッカー観戦、特技はアクロバット。その身体を生かして、多数のミュージカルに出演し、殺陣やダンスなども含む多彩なアクションを披露している。特に『ピーター・パン』では2004年より毎年欠かさず出演している。

## 出演作品

### 舞台・ミュージカル
- ピーター・パン（2004年 - 、東京国際フォーラムホールC他） - インディアン フォックス、海賊 役
- ザ・マッドドッグ・レジェンド 妄邪妄邪八犬電（2005年5月12日 - 15日、シアターサンモール）
- ハウ・トゥ・サクシード〜努力しないで出世する方法（2007年11月19日 - 30日、東京芸術劇場中ホール他）
- ラ・カージュ・オ・フォール 籠の中の道化たち（2009年・2012年、日生劇場他）
- 彷徨う翼 〜朝日に匂う山桜花〜（2012年4月27日 - 5月6日、下北沢「劇」小劇場） - 加藤幸吉上等飛行兵曹 役
- らき☆すた≒おん☆すて（2012年9月20日 - 30日、シアターGロッソ） - 飛ばしや川井 役
- 虹色列車 〜Railway of Rainbow〜（2012年11月13日 - 18日、劇場MOMO）
- 閃光ばなし（2022年9月26日 - 10月2日〔予定〕、ロームシアター京都 / 10月8日 - 30日〔予定〕、東京建物 Brillia HALL）[1][2][3]

### 映画
- 大帝の剣（2007年）

### テレビドラマ
- 好好!キョンシーガール〜東京電視台戦記〜（2012年）

### テレビCM
- リクルート リクナビ プレミア「山田悠子の就職活動」篇（2007年 - 2009年）
- イー・モバイルCM 板野友美「夢の直行直帰」篇（2012年）

### ネット配信
- 鉄平・哲也の鉄の哲学（2011年1月25日、2011年2月1日）

### CD
- 『ラ・カージュ・オ・フォール』ハイライト・ライヴ録音盤（2009年）